# 黑棕部队

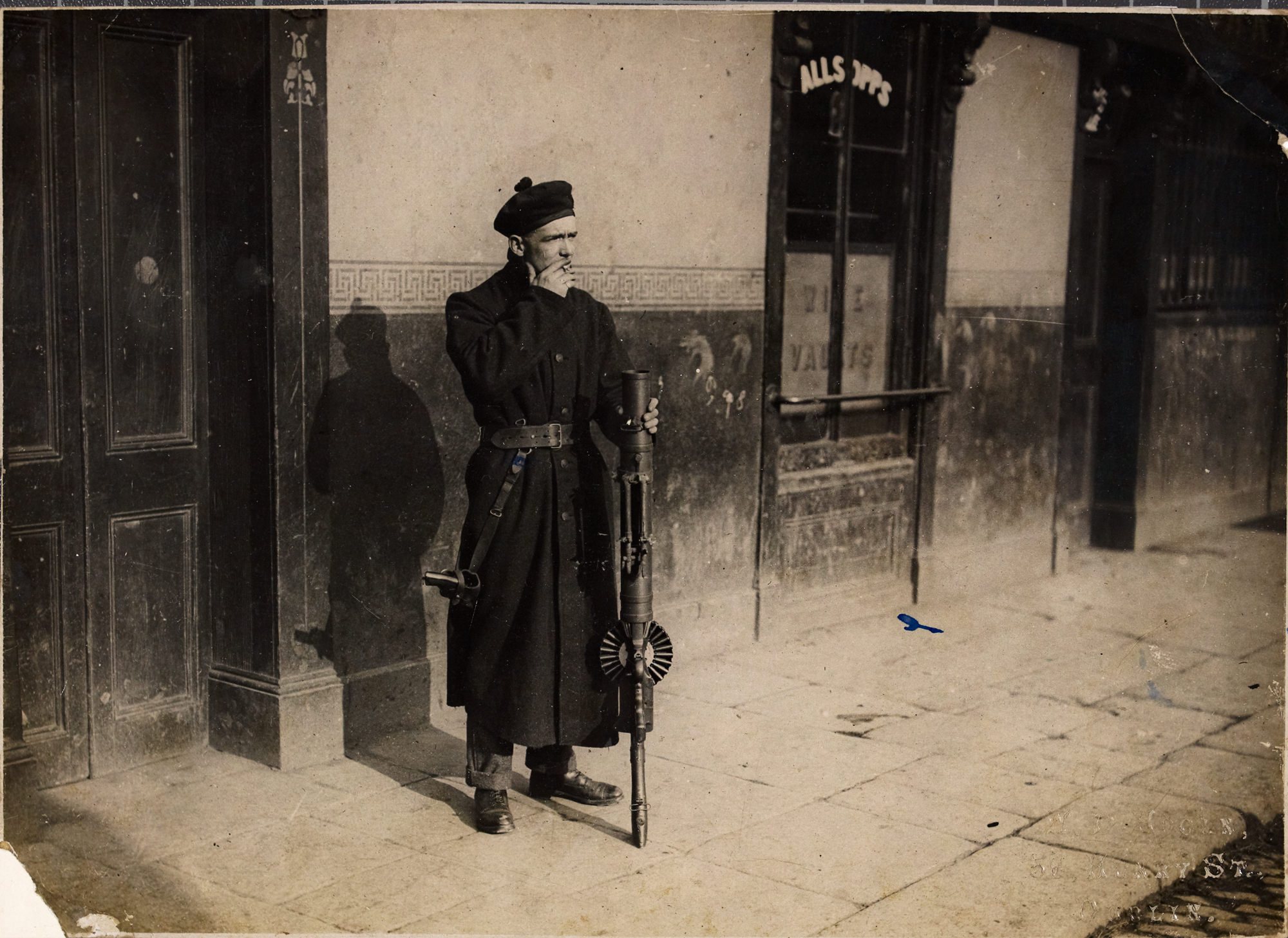
一名駐都柏林的皇家愛爾蘭警隊預備隊成員，手持劉易斯機槍。

黑棕部队，指皇家愛爾蘭警隊后备队，是皇家愛爾蘭警隊部署的两支準軍事部隊之一，用于镇压爱尔兰共和军在爱尔兰发动的革命。
但是应注意到「黑棕部队」常常被用来同时称呼皇家愛爾蘭警隊后备队和在英爱战争中成立的另一支部队—皇家愛爾蘭警隊預備隊。